# Vitis longquanensis
Vitis longquanensis är en vinväxtart som beskrevs av Pao Ling Chiu. Vitis longquanensis ingår i släktet vinsläktet, och familjen vinväxter. Inga underarter finns listade i Catalogue of Life.